# Zenarestat
Zenisanat (FK-366; FR-74366) là một chất ức chế men khử aldose. Nó đã được điều tra như là một điều trị bệnh thần kinh tiểu đường và đục thủy tinh thể, nhưng sự phát triển của nó đã bị chấm dứt.